# Juraj IV. Drašković
Juraj IV. Drašković (1599. – 1650.), hrvatski svećenik i poznati govornik, sin Ivana II. i brat Ivana III., pripadnik plemićke obitelji Draškovića.
Godine 1628. bio je biskup u Pečuhu, zatim u Györu godine 1631., te u Vácu od 1635. Nema potomaka.

## Vanjske poveznice
- Juraj IV. u Hrvatskom biografskom leksikonu